# Koudvuur
Koudvuur of nat gangreen is, anders dan droog gangreen (necrose), een infectie waarbij gezond weefsel aangetast wordt, vaak uitgaande van een verwonding waarbij veel avitaal weefsel ontstaat (bijvoorbeeld schotwonden, pletwonden) met contaminatie door grond of mest, door een infectie met anaerobe bacteriën, zoals Clostridium perfringens. Vaak produceren deze bacteriën gassen (gasgangreen) die de weefselspleten opendrukken waardoor de infectie zich razendsnel kan verspreiden. Bij palpatie voelt men de gasbellen knisteren in het weefsel.
Snelle amputatie kan nodig zijn om het leven van de patiënt te redden. Door Boerema en Brummelkamp is in de jaren 50 en 60 van de 20e eeuw de hyperbare zuurstoftherapie ontwikkeld, waarbij getracht werd de anaerobe bacteriën door een sterk verhoogde plaatselijke zuurstofspanning te bestrijden.
Dit deden zij door de patiënt in een hoge-druktank met zuivere zuurstof te plaatsen. Vrij vaak kon hierdoor amputatie worden voorkomen of het leven van de patiënt gered, maar het apparaat is groot, duur en niet transportabel; er zijn er maar enkele van in Nederland. Gasgangreen is in vredestijd een zeldzame aandoening.
Na de crash in 1972 van Eastern Airlines-vlucht 401 in moerasgebied de Everglades in Florida moesten acht gewonde overlevenden in een hoge-druktank behandeld worden vanwege koudvuurinfectie door organismen die in de moerassen leven.